# StarLines
La Starlines, precedentemente conosciuta come Red Star Ferries, è una compagnia di navigazione italiana, operativa nel trasporto di merci e passeggeri nel Mar Adriatico e nel Mar Ionio con collegamenti verso Albania e Grecia.

## Flotta
| Tipo         | Traghetto     | Stato               | Lunghezza | Larghezza | Passeggeri | Auto | Anno di costruzione | Velocità | Bandiera          | Immagine |
| ------------ | ------------- | ------------------- | --------- | --------- | ---------- | ---- | ------------------- | -------- | ----------------- | -------- |
| Cruise Ferry | Ionian Star   | In servizio         | 123,4 m   | 19,6 m    | 1.165      | 240  | 1971                | 20       | Panama (bandiera) |          |
| Cruise Ferry | European Star | In servizio         | 129,6 m   | 21,6 m    | 1170       | 309  | 1981                | 18       | Panama (bandiera) |          |
| Cruise Ferry | Med Star      | In disarmo al Pireo | 163,39 m  | 25 m      | 1200       | 400  | 1986                | 22       | Panama (bandiera) |          |

## Flotta del passato
| Traghetto        | Stazza (t.s.l.) | Anni di servizio per Red Star Ferries | Stato attuale                            | Immagine |
| ---------------- | --------------- | ------------------------------------- | ---------------------------------------- | -------- |
| Red Star 1       | 5.678           | 2007-2021                             | Demolito ad Aliağa nel 2023 come Starn N |          |
| European Voyager | 9.279           | 2011-2016                             | Attuale Moby Niki per Moby Lines         |          |
| St. Damian       | 6.748           | 2016-2022                             | Demolito ad Aliağa nel 2022 come Ian     |          |

## Rotte
| Rotta           | Traghetto                 | Frequenza   | Durata |
| --------------- | ------------------------- | ----------- | ------ |
| Brindisi-Valona | Ionian Star/European Star | Giornaliera | 7h     |